# Marie-Aimée Roger-Miclos
Marie-Aimée Roger-Miclos (1. maj 1860 - 19. maj 1951) var en fransk pianist.

## Tidlige liv
Marie-Aimée Miclos blev født i Toulouse. Hun studerede ved Conservatoire de Toulouse og Conservatoire de Paris, hos Louise Aglaé-Massart og hos Henri Herz.

## Karriere
Flere komponister dedikerede kompositioner til Roger-Miclos. Joseph O'Kelly dedikerede et klaverværk til Roger-Miclos i 1884. Camille Saint-Saëns dedikerede et klaverstykke til Roger-Miclos, som hun havde premierede med i 1891.
Roger-Miclos spillede i London i 1890 og 1894. Hun turnerede tysktalende byer i 1893, 1894 og 1897. Hun turnerede i USA og Canada i sæsonen 1902-1903. "Hun kommer fra det sydlige Frankrig, landet af ild og lidenskab, og er en kunstner med interessante og ukonventionelle kvaliteter, der har en stærk markeret sans for rytme, strålende og skarpt touch, og hendes spil markeres med sikkerhed, der tilføjer tonal charme og genialitet," observerede en anmelder og tilføjede: "som pianistinde er hun en kunstnerisk diplomat." I 1905 lavede hun optagelser af Mendelssohns og Chopins værker.
Hun underviste også klaver på Conservatoire de Paris. Den amerikanske maler George Da Maduro Peixotto lavede et portræt af hende i 1893. Hun var også genstand for en medalje udført af den franske kunstner Geneviève Granger, udstillet i 1909.

## Personlige liv
Marie-Aimée Roger-Miclos giftede sig to gange. Hendes første mand, Roger, var jernbaneinspektør; de giftede sig i 1881, og han døde i 1887.  Hendes anden mand var medmusiker Louis-Charles Battaille, søn af Charles-Amable Battaille ; de giftede sig i 1905, og han døde i 1937. Hun døde i Paris i 1951, 91 år gammel.  